# Per Lønning
Per Lønning (ur. 24 lutego 1928, zm. 21 sierpnia 2016) – norweski polityk, biskup i teolog protestancki.

## Życiorys
Obronił doktorat z teologii na Uniwersytecie w Oslo w 1955. W latach 1958–1965 był deputowanym do parlamentu z ramienia Partii Konserwatywnej. W 1969 został biskupem Borgu – złożył urząd w 1978 w geście protestu przeciw legalizacji przerywania ciąży. W latach 1981–1987 był profesorem Uniwersytetu w Strasbourgu, a w latach 1987–1994 pełnił funkcję biskupa Bjørvin. Był bratem teologa i polityka Inge Lønninga.